# 劉奎辰
劉奎辰，字錦章，貴州省貴陽府人，清朝政治人物、進士出身。
光緒六年（1880年）庚辰科進士，三甲五十名，同年五月，著交吏部掣签，分发各省以知县即用。后官河南知縣。